# Hernán Hormazábal Malarée
Hernán Hormazábal Malarée (nacido en Valparaíso, Chile), catedrático de Derecho Penal (España), jurista conocido por su labor investigadora y docente en diversas Universidades tanto de España como de Latinoamérica. Fue Presidente de la Asociación pro derechos Humanos de España (APDHE). Igualmente tiene una página web personal  donde expone sus opiniones sobre los problemas actuales del derecho penal.

## Reseña biográfica
Después de haber alcanzado la Licenciatura en Ciencias Jurídicas y Sociales en la Universidad de Chile tiene que abandonar el país debido a la persecución política que siguió en 1973 al Golpe de Estado en Chile. Por esta razón se traslada a Barcelona, Cataluña, España. Después de examinarse en la Universidad de Barcelona, obtiene la Licenciatura en Derecho por esa Universidad y más tarde una vez que defiende su tesis doctoral “La protección penal del mercado competitivo”, el grado de Dr. en Derecho dirigida por el Dr. Juan Córdoba Roda, a cuya cátedra se había incorporado como profesor asociado. Más tarde, concursa a una plaza de Profesor Titular de derecho penal para desempeñarse en el Estudio General de Lérida de la misma Universidad que gana. Posteriormente concursa a la plaza de Catedrático de Derecho Penal en la Universidad Autónoma de Barcelona para desempeñarse en el mismo Estudio General. Más tarde, cuando a partir de ese Estudio General se crea la Universidad de Gerona,  su plaza de catedrático se adscribió a esta nueva universidad del sistema universitario público español.
Profesor invitado de diversas universidades latinoamericanas: Universidad Externado de Bogotá; Universidad del Rosario de Bogotá, Universidad Nacional de Colombia; Universidad Gran Colombia de Bogotá, Universidad de Mexicali de México; Director del Máster sobre Derecho Penal, Procesal Penal y Derechos Fundamentales para Jueces y Magistrados en los Estados de Veracruz, Campeche y Chihuahua de México; Universidad de Talca; Universidad Austral de Valdivia.
Igualmente como conferencista en múltiples universidades. Durante el año 2013 y en el marco del "Programa Prometeo" de la Secretaría de Educación Superior, Técnica, Tecnología e Innovación (SENESCYT) se desempeñó como asesor de la Dirección de la Comisión de la Verdad y Derechos Humanos de la Fiscalía General del Estado de Ecuador y al mismo tiempo como docente en la Universidad Andina Simón Bolívar en la sede de la ciudad de Quito.

### Otros afines
Sostuvo una amistad estrecha y una relación de discipulado con el penalista chileno Juan Bustos Ramírez, con quien produjeran obras monográficas, tales como El Sistema de Derecho Penal o las Lecciones de Derecho Penal publicadas en España, y la última con una versión en Chile. De hecho, ha participado en diversos recordatorios y homenajes a Juan Bustos.
Su trabajo monográfico en solitario contempla su ya clásico libro Bien Jurídico y Estado Social y Democrático de Derecho: El objeto protegido por la norma penal, con ediciones en España y Chile. Entre sus artículos académicos figuran trabajos tales como “Personas Jurídicas penalmente responsables y medidas cautelares. El auto de la Sala de lo Penal de la Audiencia Nacional de 19 de mayo de 2014” (2014); “Los condicionamientos políticos de la justicia penal internacional del Estatuto de Roma” (2013); “Bien jurídico: un debate continuo” (2012); “Steuervergehen und Umgehung des Steuergesetzes im spanischen Recht” (2008); “Täter, Rechtsgut und Reform der Wirtschaftsdelikte” (1994).

### Importancia de su obra
Es co-constructor y continuador del sistema teórico edificado por Juan Bustos Ramírez para la ciencia penal, el cual supone una visión nueva sobre diversos aspectos del derecho penal, la cual es conceptuado como "derecho penal crítico" por el propio Juan Bustos Ramírez e igualmente denominado como "sistema crítico-material".
Hormazábal ha intensificado su análisis, sobre todo el tema de las necesidades sociales como fundamento material del bien jurídico, y ha introducido el trabajo de Antonio Gramsci en el esquema planteado por Bustos y que él mismo ha desarrollado, tanto en la visión político-criminal general, como en lo tocante a la construcción del bien jurídico. Desde Hormazábal, conceptos gramscianos tales como “hegemonía”, “bloque histórico”, “intelectual orgánico”, serán utilizados dentro del constructo teórico. Por otro lado, es él quien ha dibujado con mayor detalle, el proceso de “construcción” del bien jurídico, en el sentido de señalar a la base social y su poder de conformación como piso desde el cual dicho bien jurídico surge como materialidad en el procedimiento democrático de decisión.
Además se debe considerar el valiosísimo trabajo que ha hecho en materia de derechos humanos: en el campo estrictamente teórico, al tratar dicho tema relacionándolo con la justicia penal internacional y los crímenes internacionales, sobre todo en artículos académicos, aunque igual se pronuncia en algunos artículos de opinión; en el campo práctico, al asesorar en materias para la investigación y enjuiciamiento a responsables de crímenes internacionales, por casos de ciudadanos del Ecuador víctimas de violaciones a los derechos humanos en Chile, en el marco del Proyecto Prometeo.

### Reconocimientos
- 2012: Acto Homenaje, Universidad de Salamanca, España.[15][16]
- 2015: Libro Homenaje, Santiago de Chile.[2]